# ゲンナディ・ラズチン
ゲンナディ・ラズチン（Gennady Nikolayevich Lazutin、ロシア語: Геннадий Николаевич Лазутин、1966年3月21日 - ）はソビエト連邦およびロシアの元クロスカントリースキー選手。1994年のリレハンメルオリンピック代表となり、30km15位、リレー5位となった。妻はオリンピック金メダリストのラリサ・ラズチナ。